# Génova (província)
A província de Génova era uma província italiana da região de Ligúria com cerca de 870 553 habitantes, densidade de 473 hab/km². Foi dividida em 67 comunas, sendo a capital Génova. A partir de 2015 foi substituída pela Cidade metropolitana de Génova.
Faz fronteira a norte com o Piemonte (província de Alexandria) e com a Emília-Romanha (província de Piacenza e província de Parma), a este com a Província da Spezia, a sul com o Mar Ligure e a oeste com a província de Savona.